# Amphitheater von Durrës

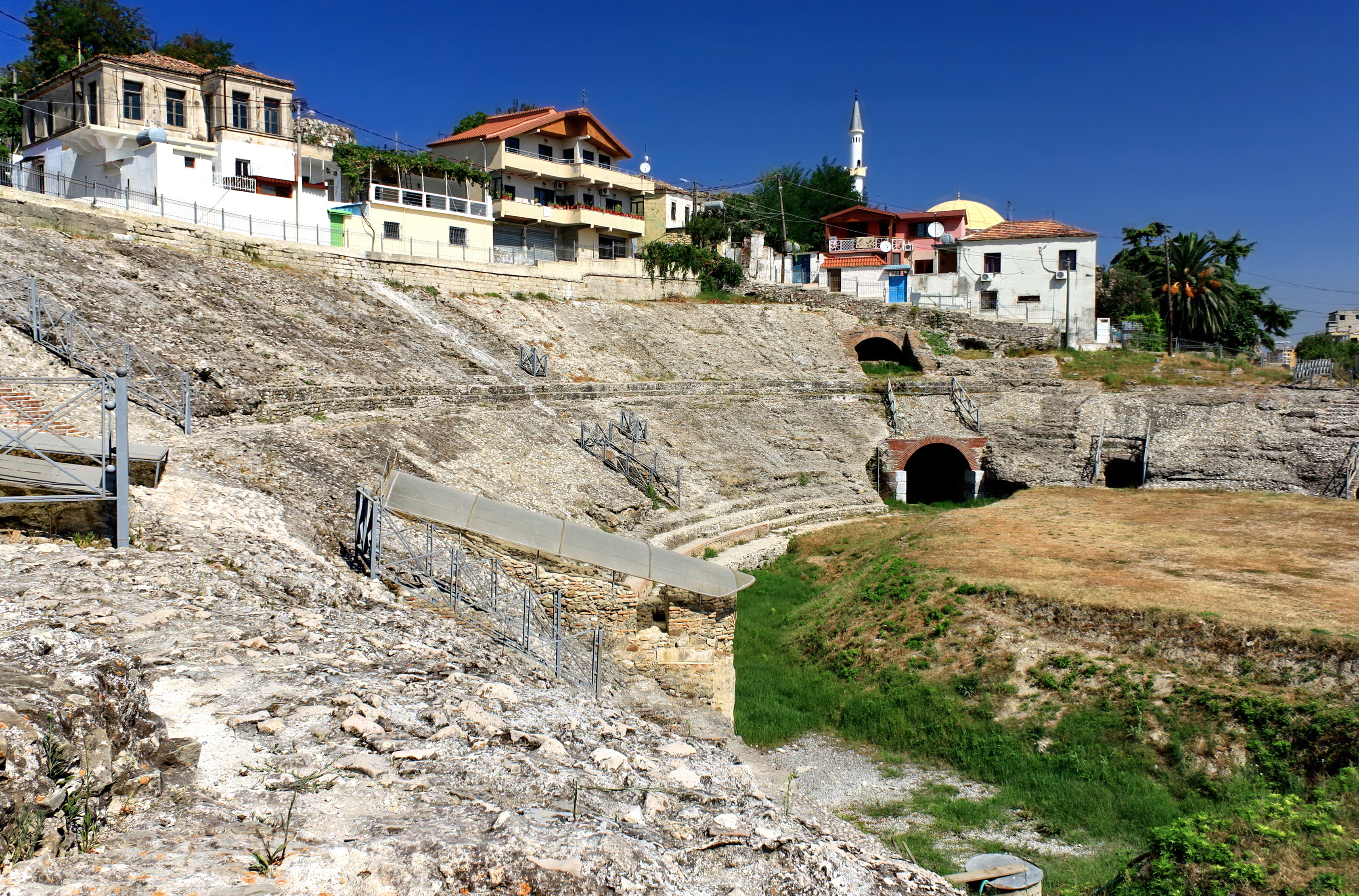
Zuschauerränge des Amphitheater mit der Kapelle im Vordergrund, dahinter städtische Bebauung

Das Amphitheater von Durrës (albanisch Amfiteatri i Durrësit) ist ein antikes Amphitheater in der Stadt Durrës im heutigen Albanien. Es bot Platz für mindestens 16.000, aber vielleicht sogar 23.000 Zuschauer und ist damit das größte römische Amphitheater der Balkanhalbinsel. Erbaut wurde es im 2. Jahrhundert.

## Anlage

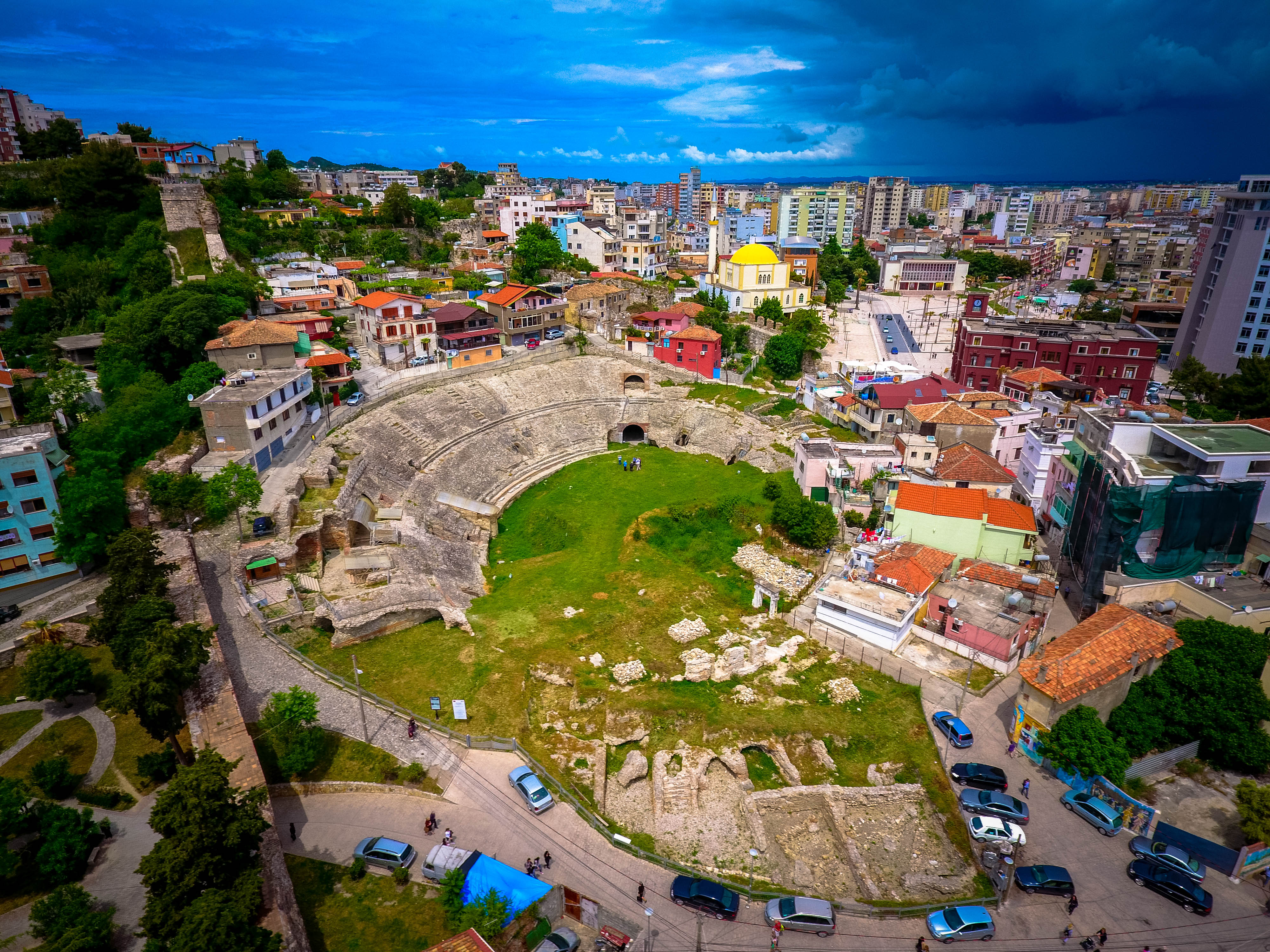
Das Amphitheater inmitten der Häuser von Durrës

Das Amphitheater liegt am südwestlichen Rand der historischen Altstadt von Durrës unweit der Südwestspitze der Halbinsel, die den Hafen der Stadt bildet. Der elliptische Bau liegt an den Hängen eines Hügels, der gegen Westen und Norden ansteigt, gleich innerhalb der Stadtmauern. Die Durchmesser des Baus betragen je nach Quelle 118–132 Meter und 98–113 Meter, diejenigen der Arena ca. 61 Meter und 40–42 Meter. Das Amphitheater stieg im Westen rund 20 Meter den Hügel hoch an. Im Süden wurden die freistehenden Ränge auf Substruktionen erbaut.
Der elliptische Bau hat eine Nord-Süd-Achse. Der Hauptzugang für die Gladiatoren und Tiere zur Arena durch den Hügel befindet sich im Norden der Arena und wird durch einen anschließenden, bis zu neuen Meter hohen Tunnel ermöglicht. Der südliche Zugang weicht leicht aus der Achse ab. Das Amphitheater weist mehrere untypische Baumerkmale auf. Der Zugang erfolgte im Norden von oben herunter. In Durrës gab es nur eine einzige umlaufende Galerie (Maenianum), und die Vomitoria (Ausgänge von den Gängen zu den Sitzreihen) waren unregelmäßig verteilt – nur die nötigsten Durchgänge wurden in den Felsen geschlagen.

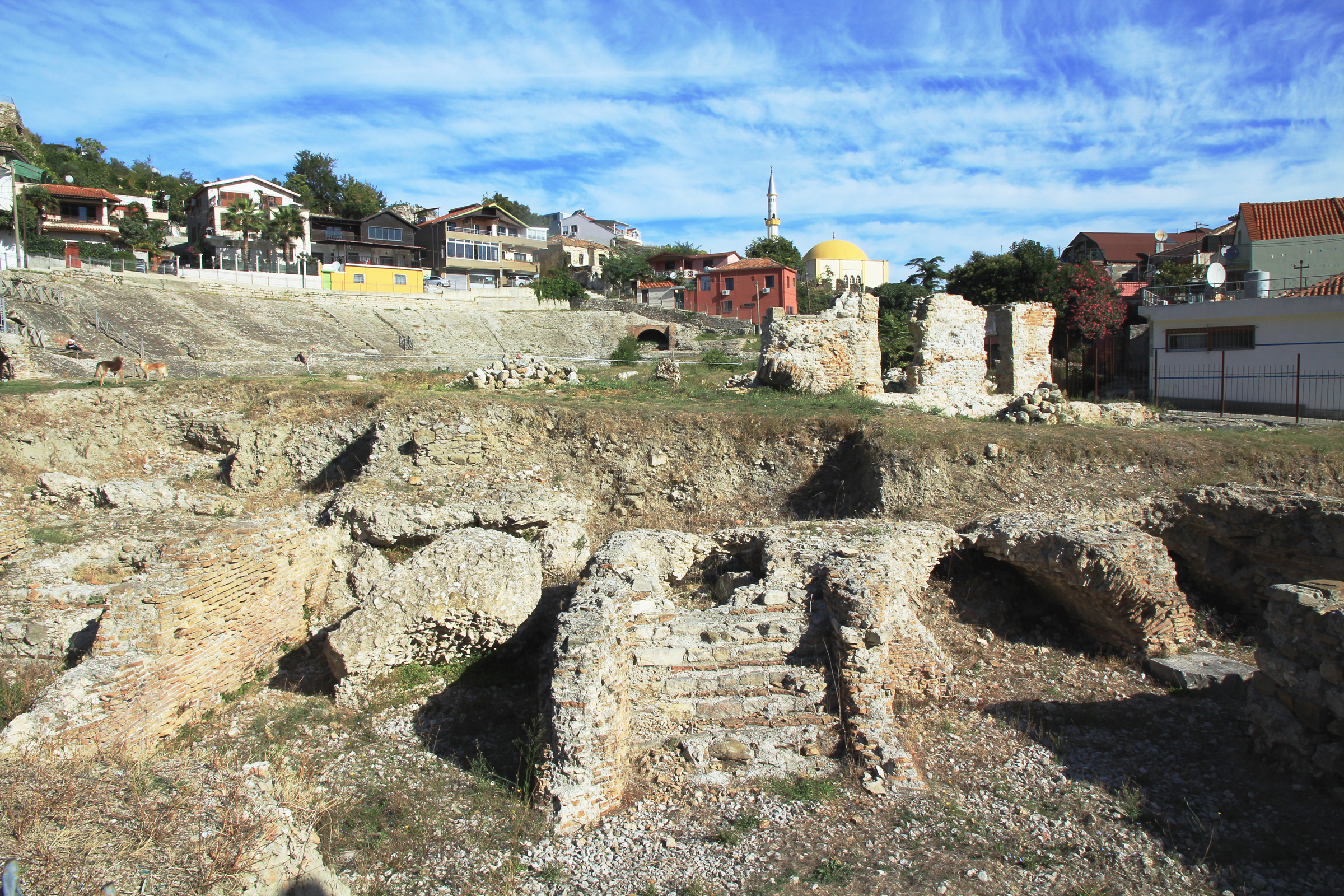
Ausgrabungen am südwestlichen Rande des Geländes

Bis heute wurde noch nicht das ganze Amphitheater ausgegraben. Die Arena ist teilweise noch immer mit Schutt gefüllt, und ihr Boden liegt heute unter dem Grundwasserspiegel. im südöstlichen Bereich des Areals standen lange noch Wohnhäuser, die zwischenzeitlich enteignet und abgebrochen wurden. Durch den Einbau von Treppen und Sicherungsmaßnahmen ist die Anlage heute gut für Touristen zugänglich.

## Geschichte
Bereits im 7. Jahrhundert v. Chr. wurde die Stadt als Epidamnos von Griechen gegründet. Unter römischer Herrschaft hieß sie Dyrrachium. Guntram Koch erklärt den Bau eines Amphitheaters im hellenistischen Teil des römischen Reichs mit den vielen Veteranen, die unter Augustus in Dyrrachium angesiedelt worden waren. Die Stadt war ein Zentrum römischer Kultur in der Region. Das Amphitheater wurde vermutlich in der ersten Hälfte des 2. Jahrhunderts unter Kaiser Hadrian erbaut. Andere Historiker vermuten die Erstellung noch etwas früher unter Trajan, als in Dyrrachium auch eine Bibliothek gebaut wurde. Eine Inschrift (CIL III, 607) erwähnt, dass anlässlich ihrer Eröffnung bei Spielen zwölf Gladiatorenpaare gegeneinander kämpften.

„Das Amphitheater ist das markanteste antike Bauwerk und zeugt von der wirtschaftlichen, bevölkerungsmäßigen und ‚kulturellen‘ Bedeutung der römerzeitlichen Hafenstadt.“

Das Ende der Nutzung des Amphitheaters könnte auf ein schweres Erdbeben im Jahr 345/346 oder ein Edikt des Kaisers Theodosius, das die Schließung aller heidnischer Kulturstätten anordnete, zurückzuführen sein.

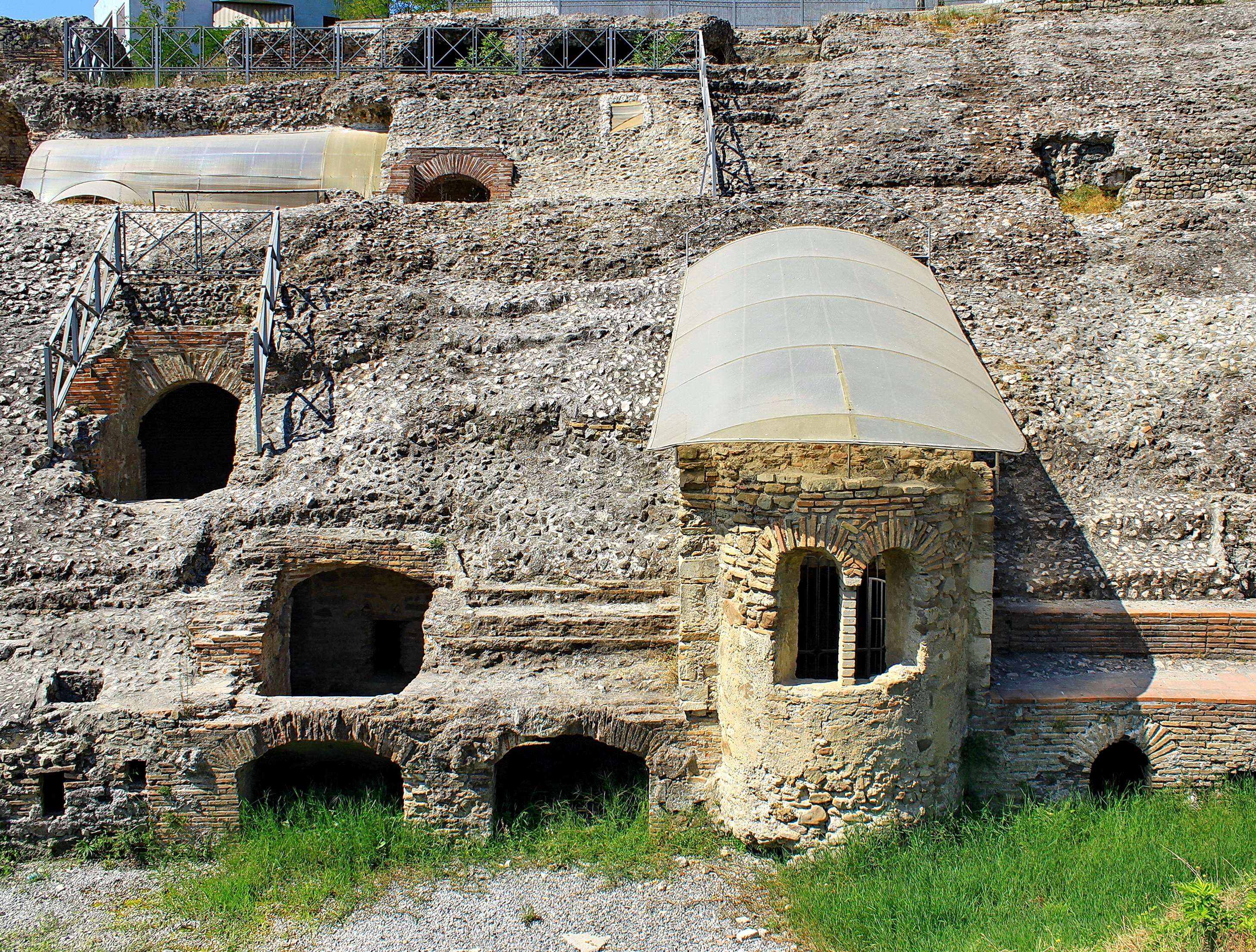
Zerstörte Sitzreihen und Kapelle

Um das Jahr 500 wurde der massive Bau in die Verteidigungsanlagen von Durrës integriert. Vermutlich ab dem 7. Jahrhundert wurde das ehemalige Amphitheater als Friedhof genutzt: In der Arena und in den Gängen wurden Tote beigesetzt. In diesem Zusammenhang wurden in den Gängen unter den Sitzreihen in der Zeit zwischen 9. und 11. Jahrhundert auch drei frühe christliche Kapellen eingebaut, von denen aber eine kaum mehr erhalten ist. Es wurden Kreuze aufgestellt und einzelne Zellen als Beinhaus genutzt.
Das Amphitheater wurde in der Spätantike als Steinbruch respektive Quelle für Baumaterial missbraucht und stark beschädigt. So wurden zum Beispiel sämtliche steinernen Sitze abgetragen; heute ist nur noch der Unterbau aus Mörtel zu sehen. Die Teilung des Römischen Reichs im Jahr 395 hatte auch einen wirtschaftlichen Rückgang in Durrës zur Folge, was die Wiederverwendung von Baumaterial aus dem Amphitheater begünstigte.
Marinus Barletius erwähnte den Bau in einer Schrift aus dem frühen 16. Jahrhundert. Danach wurde das Gelände vollständig überbaut, mitunter noch stehendes antikes Mauerwerk inkludierend. Auch der Verlauf der Gassen folgte dem Grundriss des Gebäudes. Der britische Archäologe Arthur Evans soll 1877 erfolglos nach dem Amphitheater gesucht haben.
Das Amphitheater wurde im Jahr 1966 bei Bauarbeiten zufällig entdeckt und in der Folge teilweise ausgegraben. 1973 wurde die archäologische Stätte zum nationalen Kulturdenkmal erklärt. Weitere Grabungen folgten. Im Jahr 2004 startete die Universität Parma ein Programm zur Restaurierung des Amphitheaters.

## Kapelle

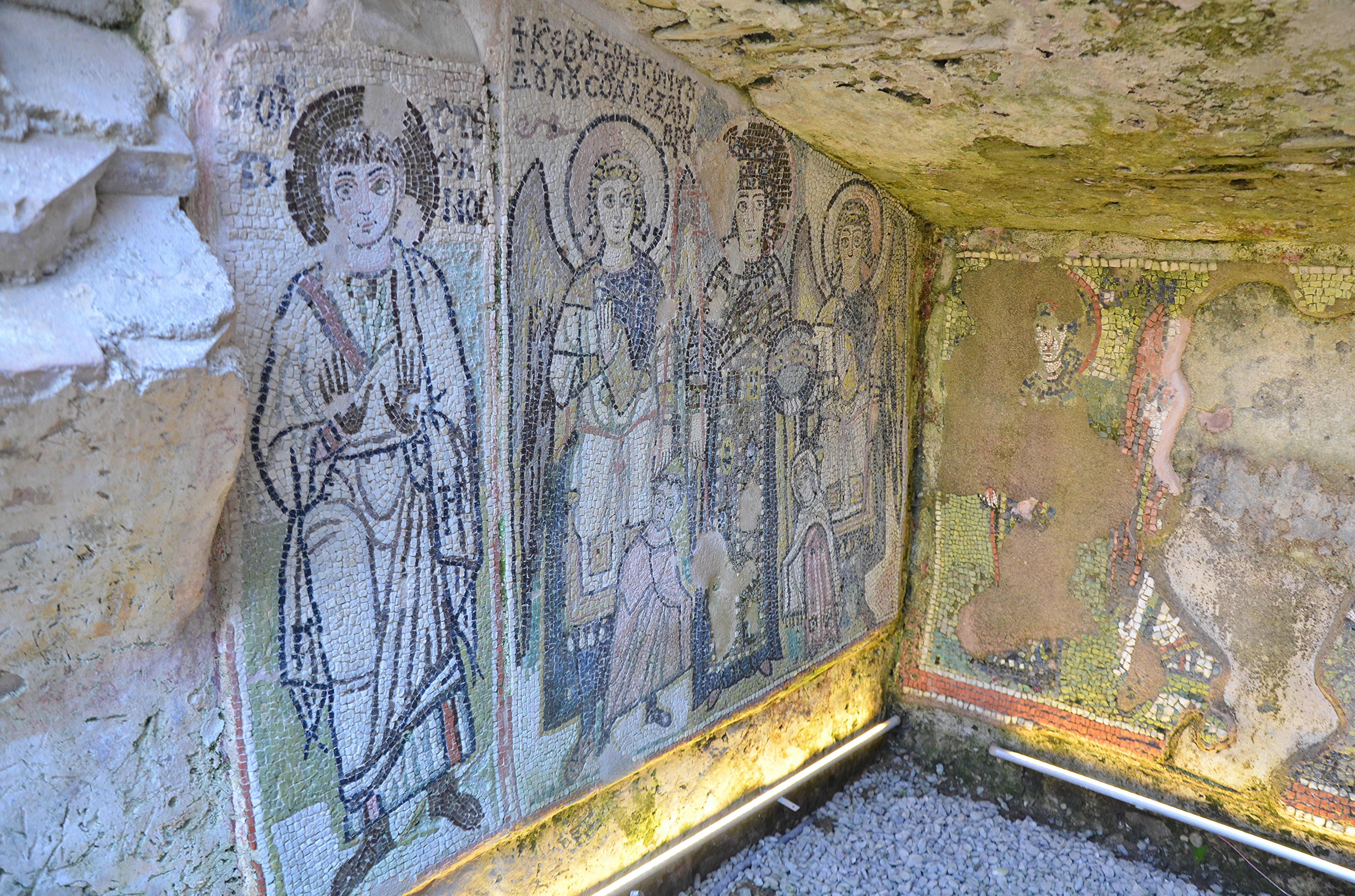
Mosaike an der Süd- und Westwand der Kapelle

Die historisch bedeutsamste Kapelle wurde direkt unter der Ehrenloge (Pulvinar) im westlichen Teil des Amphitheaters errichtet. Sie ist von kunstvollen Fresken und seltenen Wandmosaiken geschmückt. Sie befindet sich in einem kleinen Raum, der kaum verändert wurde; er ist rund sechs Meter lang und – sich nach Osten verengend – drei bis zwei Meter breit. Eine Apsis mit zwei hohen, schmalen Fenstern wurde nach Osten in die Arena hinausragend angebaut. In diesem umgebauten Bereich war der Raum deutlich höher als im hinteren Bereich mit den Mosaiken. Als Baumaterial für neue Wände und den Boden diente opus mixtum aus wiederverwendeten Steinen und Backsteinen.
Die Kapelle wird meist ins 6. Jahrhundert datiert, in neueren Forschungen ist aber vom 11. Jahrhundert die Rede. Genutzt wurde sie bis zu Beginn des 13. Jahrhunderts; gemäß anderen Quellen ist aber nur eine Nutzung bis ins 11. Jahrhundert archäologisch belegt. Vermutlich wegen des steigenden Grundwasserspiegels wurde später ein höherer Boden eingezogen und erhöht ein neuer Altar errichtet. Im nördlich angrenzenden Raum wurde ein Becken gefunden, eventuell ein Taufbecken. Der Zugang erfolgte durch das nächstliegenden Vomitorium im Norden, dessen Steinstufen viel mehr Abnutzungsspuren zeigen als die anderen.
Die stark beschädigten Mosaike an der Rückwand zeigen unter anderen Maria, Sophia (Weisheit) und Eirene (Frieden) und zeugen von einer mitunter heidnischen Vorstellungswelt. Die Mosaike der Südwand sind in gutem Zustand und zeigen Engel, Heilige, Maria und Stifter sowie Inschriften. Die Mosaike wurden später über älteren Wandbemalungen angebracht. Eine Deckenbemalung zeigte den Pantokrator.

„These three mosaic figures state outwards in such a way that the oberserver can make contact with their eyes and the figures themselves seems less remote.“

„Diese drei Mosaikfiguren stechen durch ihre Gestaltung heraus, so dass der Betrachter Augenkontakt mit ihnen aufnehmen kann und die Figuren näher erscheinen.“

## Gefährdung
2013 zählte die Organisation Europa Nostra das Amphitheater zu den gefährdetsten Kulturstätten Europas. Es drohen Schäden durch Wasserversickerung, Erosion, Bebauungen in unmittelbarer Nähe und schlechte Erhaltung.